# 순양전함

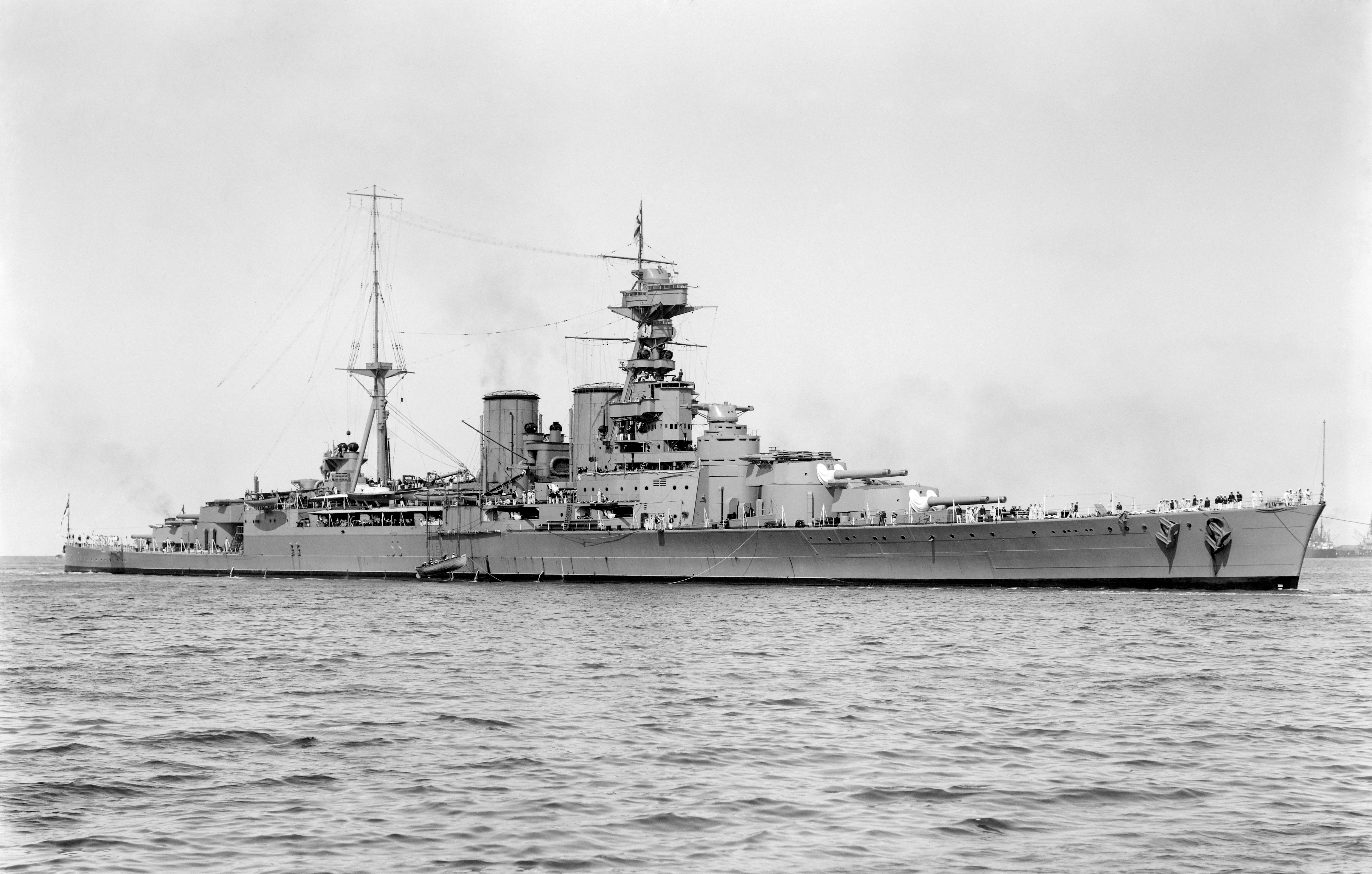
역사상 가장 큰 순양전함인 (1924년 3월 17일 오스트레일리아)

순양전함(巡洋戰艦) 또는 전투순양함(Battlecruiser)은 20세기 전반에 사용된 주력함의 한 종류이다. 이 함선들은 배수량, 무장 및 비용 면에서 전함과 유사했지만, 형태와 속성 균형에서 차이가 있었다. 순양전함은 일반적으로 동시대 전함보다 얇은 장갑(정도에 따라 다름)과 다소 가벼운 주포를 가지고 있었으며, 더 긴 선체에 훨씬 더 강력한 엔진을 장착하여 더 빠른 속도를 낼 수 있었다. 최초의 순양전함은 영국에서 장갑순양함의 후계함으로 설계되었으며, 동시에 드레드노트함은 전노급함의 뒤를 이었다. 순양전함 개념의 목표는 유사한 무장을 가진 어떤 함선보다도 빠르게 움직이고, 약한 무장을 가진 어떤 함선도 추격하는 것이었다. 그들은 느리고 오래된 장갑순양함을 추적하여 중포로 파괴하는 동시에, 더 강력하지만 느린 전함과의 교전을 피하도록 의도되었다. 그러나 점점 더 많은 순양전함이 건조되면서, 그들은 더 잘 보호된 전함과 함께 사용되는 경우가 늘어났다.
순양전함은 제1차 세계 대전 동안 영국, 독일, 오스만 제국, 오스트레일리아 및 일본 해군에서 복무했으며, 특히 포클랜드 해전과 북해에서 발생한 여러 차례의 습격과 소규모 교전에서 활약했으며, 이는 유틀란트 해전이라는 대규모 함대 전투로 절정에 달했다. 특히 영국 순양전함들은 유틀란트 해전에서 심각한 손실을 입었는데, 이는 부실한 화재 안전 및 탄약 취급 관행으로 인해 대구경 포탄이 주 포탑에 명중한 후 치명적인 탄약고 폭발에 취약했기 때문이었다. 이러한 형편없는 결과는 순양전함이 너무 얇은 장갑을 가지고 있어 성공적으로 기능할 수 없다는 지속적인 일반적인 믿음으로 이어졌다. 전쟁이 끝날 무렵, 주력함 설계는 전함이 더 빨라지고 순양전함이 더 강력한 장갑을 갖추면서 발전하여 순양전함과 고속전함의 구분이 모호해졌다. 1922년부터 주력함 건조를 제한한 워싱턴 해군 군축 조약은 전함과 순양전함을 동일하게 취급했으며, 미국, 영국, 일본이 계획했던 신세대 순양전함은 조약에 따라 해체되거나 항공모함으로 전환되었다.
장갑 설계 및 추진력의 개선으로 1930년대의 "고속 전함"은 순양전함의 속도와 전함의 장갑을 갖추게 되어, 전통적인 의미의 순양전함은 사실상 구식 개념이 되었다. 따라서 1930년대부터 영국 왕립 해군만이 제1차 세계 대전 시대의 주력함을 "순양전함"으로 분류하여 함대에 유지했다. 일본의 순양전함들은 계속 운용되었지만, 상당한 재건축을 거쳐 완전한 고속 전함으로 재분류되었다. 그 10년 동안 건조된 일부 신규 함선들, 즉 독일의 Scharnhorst급 battleship급과 Deutschland급 cruiser급, 프랑스의 Dunkerque급 battleship급은 모두 때때로 순양전함으로 불리지만, 소유 해군들은 각각 "전함"(독일어: Schlachtschiffe), "장갑함"(독일어: Panzerschiffe), "전함"(프랑스어: Bâtiments de ligne)으로 불렀다.
순양전함은 제2차 세계 대전 중 다시 작전에 투입되었고, 단 한 척만 전쟁 끝까지 살아남았다. 그 함선은 Renown이다. 또한 중순양함에서 확대된 "순양함 킬러" 유형의 대형 군함에 대한 관심이 다시 불타올랐지만, 거의 건조되지 않았고 Alaska급급 중 두 척만이 전쟁에 참가할 수 있을 만큼 제때에 취역했다. 대형 순양함과 고속 전함의 건조는 더 필요한 항공모함, 호위함, 화물선에 유리하게 축소되었다.
냉전 기간(및 이후) 동안, 소련의 대형 유도 미사일 순양함인 Kirov급급만이 "순양전함"으로 불렸다. 이 함급은 또한 핵추진 순양전함의 유일한 사례이기도 하다. 2024년 현재 러시아는 두 척을 운용하고 있는데, 표트르 벨리키는 1998년 취역 이후 현역으로 운용되고 있으며, 아드미랄 나히모프는 1999년부터 비활성 상태(보관 또는 재정비 중)이다.

## 배경
순양전함은 20세기 초 영국 왕립 해군이 장갑순양함의 진화형으로 개발했다. 최초의 장갑순양함은 1870년대에 건조되었는데, 순찰, 무역 보호, 전력 투사 등 일반적인 순양함의 역할을 수행하는 함선에 장갑 보호를 제공하려는 시도였다. 그러나 의미 있는 보호에 필요한 장갑의 무게 때문에 함선이 거의 전함만큼 느려지는 경우가 많아 결과는 거의 만족스럽지 못했다. 그 결과, 해군들은 엔진을 보호하는 장갑 갑판을 가진 방호순양함을 건조하거나, 아예 장갑을 갖추지 않은 함선을 선호했다.
1890년대, 새로운 크루프 강철 장갑은 순양함에 적 전함과 순양함의 속사포로부터 보호할 수 있는 측면 장갑을 부여하는 것을 가능하게 했다. 1896-97년에 프랑스와 러시아(전쟁 시 동맹국으로 간주됨)는 이를 활용하여 크고 빠른 장갑순양함을 건조하기 시작했다. 영국과 프랑스 또는 러시아, 혹은 양국 모두와의 전쟁이 발생할 경우, 이 순양함들은 대영 제국의 전 세계 무역에 심각한 어려움을 초래할 수 있었다.
1892년, 영국은 제국의 해상 항로를 적절히 보호하기 위해 잠재적인 적국보다 두 배 많은 순양함이 필요하다고 결론 내렸으며, 이러한 위협에 대응하여 자체 대형 장갑순양함을 건조하기 시작했다. 1899년에서 1905년 사이에 영국은 이 유형의 7개 함급, 총 35척의 함선을 완성하거나 건조에 착수했다. 이러한 건조 프로그램은 프랑스와 러시아가 자체 건조를 늘리도록 촉발했다. 독일 황립해군은 해외 기지에서 사용할 대형 장갑순양함을 건조하기 시작했으며, 1897년에서 1906년 사이에 8척을 건조했다. 1889년에서 1896년 사이에 영국 왕립 해군은 신형 대형 순양함에 730만 파운드를 지출했다. 1897년에서 1904년까지는 2690만 파운드를 지출했다. 새로운 유형의 많은 장갑순양함들은 동등한 전함만큼 크고 비쌌다.

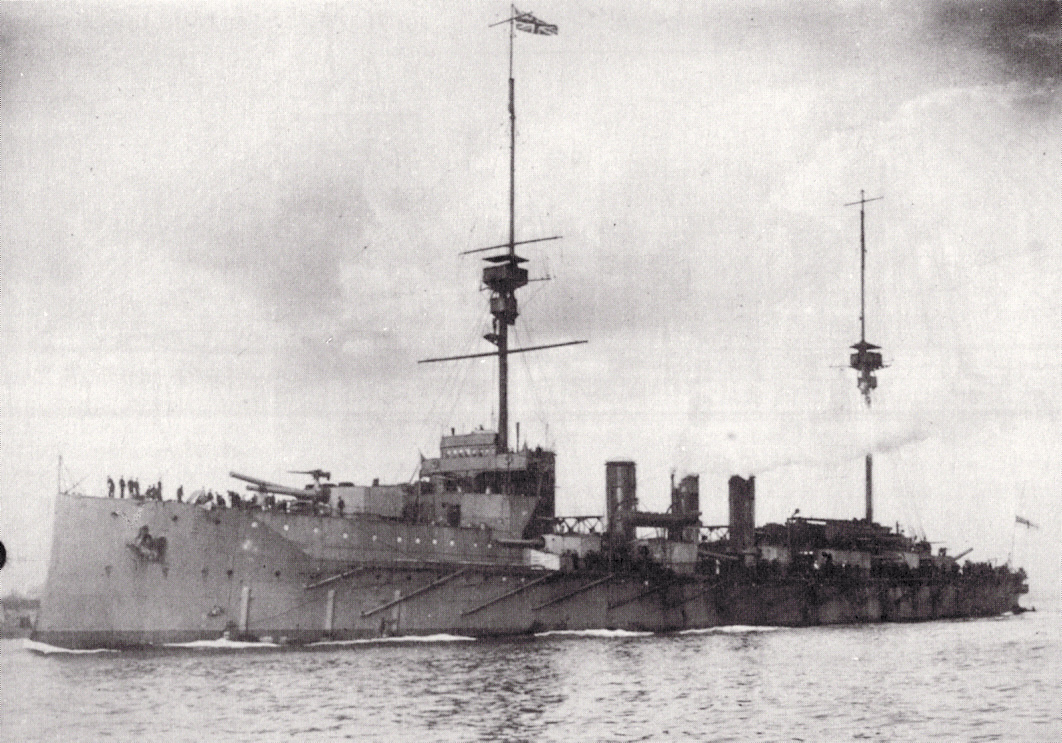
미노타우르급 장갑순양함인

장갑순양함의 크기와 위력이 증대되면서 영국 해군계에서는 순양함이 전함을 완전히 대체해야 한다는 제안이 나왔다. 전함의 주된 장점은 12인치 중포와 유사한 크기의 포탄으로부터 보호하기 위해 설계된 더 두꺼운 장갑이었다. 그러나 1900년 이후 몇 년 동안 이러한 장점들은 실질적인 가치가 거의 없는 것처럼 보였다. 어뢰는 이제 2,000야드의 사거리를 가졌고, 전함이 어뢰 사거리 내에서 교전할 가능성은 없어 보였다. 그러나 2,000야드 이상의 거리에서는 전함의 중포가 명중할 가능성이 점점 희박해졌는데, 이는 중포가 원시적인 조준 기술에 의존했기 때문이었다. 더 많은 포탄을 발사하는 6인치 속사포의 부포가 적을 명중시킬 가능성이 더 높았다. 해군 전문가 프레드 T. 제인이 1902년 6월에 썼듯이,
"2,000야드 밖에서 수백 톤짜리 중세 성곽 속에 있는 대포가 할 수 있는 일이, 성곽 없이 6인치 포의 무게만으로도 할 수 없는 일이 있는가? 그리고 2,000야드 안에서는, 이 자이로의 시대에 어뢰가 훨씬 더 확실하게 해낼 수 없는 일이 있는가?"
1904년, 존 "재키" 피셔 제독이 제1해군경이 되었다. 그는 한동안 새로운 고속 장갑함의 개발에 대해 생각하고 있었다. 그는 더 빠르고 가볍게 장갑된 "2등 전함" Renown을 매우 좋아했다. 일찍이 1901년에 피셔의 글에는 그가 미래 개발의 모델로 전함을 보았는지 순양함을 보았는지에 대한 혼란이 있었다. 이것이 그가 조선공학자 W. H. 가드에게 함대와 함께 사용할 수 있는 최대한의 무장을 갖춘 장갑순양함을 설계하도록 의뢰하는 것을 막지는 못했다. 가드가 제출한 설계는 배수량 14,000–15,000 롱톤 (14,000–15,000 t)의 함선으로, 25 노트 (46 km/h; 29 mph)의 속력을 낼 수 있었고, 4문의 9.2인치 포와 12문의 7.5-인치 (190 mm) 포를 쌍포 포탑에 장착했으며, 갑판을 따라 6인치, 9.2인치 포탑에는 4 인치 (102 mm), 사령탑에는 10인치, 갑판에는 최대 2.5 인치 (64 mm)의 장갑으로 보호되었다. 그러나 1902년에서 1904년 사이 영국의 주류 해군 사상은 피셔가 선호하는 고속함보다는 중장갑 전함을 분명히 선호했다.
쓰시마 해전은 중간 구경 포보다 중포의 효과를 입증하고 화력 통제를 위한 함선 내 통일된 주포 구경의 필요성을 보여주었다. 그 이전에도 영국 해군은 1890년대 전노급함의 혼합 구경 무장에서 "모든 대구경 포" 설계로 전환하는 것을 고려하기 시작했으며, 모든 12인치 또는 모든 10인치 포를 장착한 전함과 모든 9.2인치 포를 장착한 장갑순양함에 대한 예비 설계가 회람되었다. 1904년 말, 영국 해군이 장거리에서의 우수한 성능 때문에 다음 세대 전함에 12인치 포를 사용하기로 결정한 지 얼마 지나지 않아, 피셔는 대구경 포를 장착한 순양함이 전함을 완전히 대체할 수 있다고 주장하기 시작했다. 어뢰의 지속적인 개선은 잠수함과 구축함이 전함을 파괴할 수 있음을 의미했다. 피셔의 견해로는 이것이 전함의 종말을 알리거나 적어도 중장갑 보호의 타당성을 훼손하는 것이었다. 그럼에도 불구하고, 장갑순양함은 상업 보호를 위해 여전히 필수적일 것이었다.
전함을 보유하지는 않지만, 고속 장갑순양함과 수많은 고속 어뢰정을 가진 (B) 국가와 전쟁 중인 (A) 국가에게 전함 함대는 무슨 소용이 있는가? (A)의 전함은 (B)에게 어떤 피해를 줄 수 있는가? (B)는 몇 척의 전함을 원할까, 아니면 더 많은 장갑순양함을 원할까? (A)는 기꺼이 몇 척의 전함을 더 많은 고속 장갑순양함과 교환하지 않겠는가? 이런 경우, 양측 모두 전함을 원하지 않는다는 것은 전함이 그다지 가치가 없다는 추정적인 증거이다.— 1904년 10월 20일, 피셔가 셀본 경(해군본부 해군장관)에게

피셔의 견해는 영국 왕립 해군 내에서 매우 논란이 많았으며, 심지어 제1해군경이라는 직위에도 불구하고 자신의 접근 방식을 강요할 위치에 있지 않았다. 그리하여 그는 미래의 전함 및 장갑순양함 건조 방식을 결정하기 위해 민간인 및 해군 전문가가 혼합된 "설계 위원회"를 구성했다. 위원회의 명시된 목적은 함선의 미래 요구 사항을 조사하고 보고하는 것이었지만, 피셔와 그의 동료들은 이미 주요 결정을 내렸다. 위원회의 업무 범위는 12인치 포를 장착하고 중간 구경이 없으며 기존 드라이독에 정박할 수 있는 21 노트 (39 km/h; 24 mph)의 속력을 낼 수 있는 전함과, 또한 12인치 포를 장착하고 중간 무장이 없으며 가장 최근의 장갑순양함인 Minotaur처럼 장갑이 되어 있고 기존 선거를 사용할 수 있는 25.5 노트 (47.2 km/h; 29.3 mph)의 속력을 낼 수 있는 순양함이었다.

## 최초의 순양전함
1903년 셀본 계획에 따라, 영국 왕립 해군은 매년 3척의 새로운 전함과 4척의 장갑순양함 건조를 시작할 계획이었다. 그러나 1904년 말, 예상보다 낮은 세입과 영국 조선소에서 건조 중인 칠레 전함 2척을 매입해야 할 필요성(영국의 동맹국인 일본에 대항하여 러시아가 이들을 구매하는 것을 막기 위해) 때문에 1905-1906년 프로그램은 상당히 축소될 수밖에 없다는 것이 분명해졌다. 이러한 경제적 현실로 인해 1905-1906년 프로그램은 전함 1척과 장갑순양함 3척으로만 구성되었다. 전함은 혁명적인 HMS 드레드노트가 되었고, 순양함은 인빈서블급 3척이 되었다. 그러나 피셔는 나중에 위원회에서 남은 전함 건조 취소를 주장했다고 밝혔다.
새로운 함급의 건조는 1906년에 시작되어 1908년에 완료되었는데, 이는 아마도 설계자들이 드레드노트의 문제점으로부터 배울 시간을 주기 위해 지연되었을 것이다. 함선들은 설계 요구사항을 상당히 충실히 따랐다. 드레드노트와 비슷한 배수량을 가진 인빈서블급 함선들은 추가 보일러와 더 강력한 증기 터빈을 수용하기 위해 40 피트 (12.2 m) 더 길었으며, 이로써 25 노트 (46 km/h; 29 mph)의 속력을 낼 수 있었다. 또한, 새로운 함선들은 이 속력을 며칠 동안 유지할 수 있었지만, 전노급함들은 일반적으로 한 시간 이상 유지할 수 없었다. 드레드노트가 10문의 12인치 Mk X 포를 장착한 것과 비교하여 8문의 12인치 Mk X 포를 장착했으며, 선체와 포탑을 보호하는 장갑은 6–7 인치 (152–178 mm)이었다. (드레드노트의 장갑은 가장 두꺼운 곳이 11–12 인치 (279–305 mm)였다.) 이 함급은 가장 최근의 장갑순양함에 비해 속도, 배수량, 화력이 매우 크게 증가했지만, 장갑은 더 이상 증가하지 않았다.
인빈서블급은 그들이 계승한 장갑순양함과 동일한 역할을 수행하되, 더 효과적으로 수행할 것으로 기대되었다. 구체적으로 그들의 역할은 다음과 같았다.
- 중정찰. 그들의 힘 때문에, 인빈서블급은 적 순양함의 전위를 쓸어버리고 적 전함 함대에 접근하여 관찰한 후 우월한 속도를 사용하여 후퇴할 수 있었다.
- 전투함대 근접 지원. 그들은 전열의 양 끝에 배치되어 적 순양함이 전함을 괴롭히는 것을 막고, 적 전함이 전함과 전투 중이라면 그들을 괴롭힐 수 있었다. 또한, 인빈서블급은 전투함대의 고속 전력으로 운용되어 적을 능가하는 기동을 시도할 수 있었다.
- 추격. 적 함대가 도주한다면, 인빈서블급은 속도를 사용하여 추격하고, 포를 사용하여 적 함선에 손상을 입히거나 속도를 늦출 수 있었다.
- 통상 보호. 새로운 함선들은 적 순양함과 상선 약탈자를 추격할 것이었다.[25]

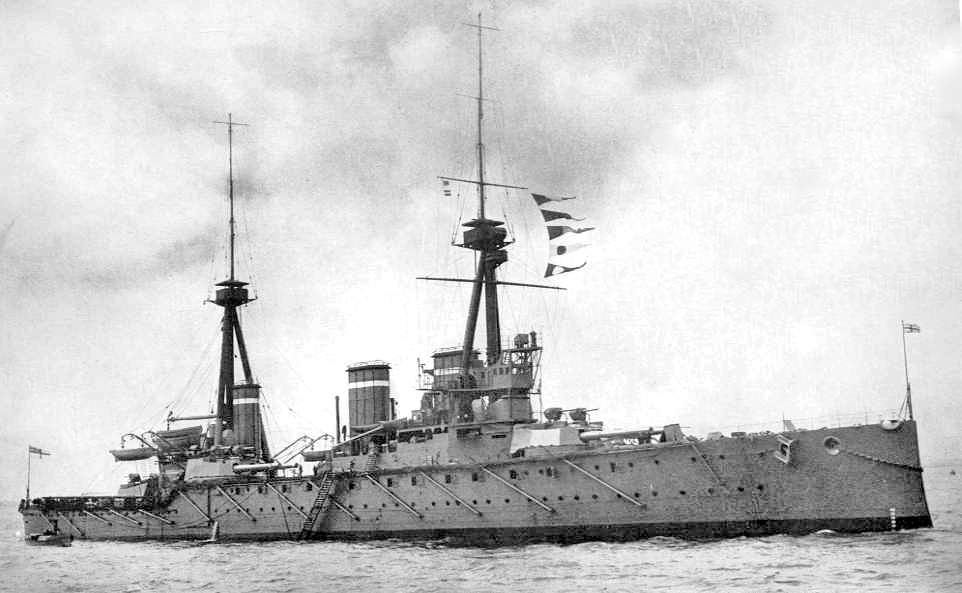
영국 최초의 순양전함인

이러한 새로운 전함 크기의 장갑순양함을 어떻게 부를지에 대한 혼란은 거의 즉시 시작되었다. 심지어 1905년 말, 인빈서블급 건조가 시작되기 전에도 영국 왕립 해군 각서는 전함과 대형 순양함을 모두 의미하는 "대형 장갑함"이라는 용어를 사용했다. 1906년 10월, 해군본부는 드레드노트 이후의 모든 전함과 장갑순양함을 "주력함"으로 분류하기 시작했으며, 피셔는 "드레드노트"라는 용어를 자신의 신형 전함이나 전함과 장갑순양함을 함께 지칭하는 데 사용했다. 동시에 인빈서블급 자체는 "순양함-전함", "드레드노트 순양함"으로 불렸으며, "순양전함"이라는 용어는 피셔가 1908년에 처음 사용했다. 마침내 1911년 11월 24일, 해군본부 주간 명령 제351호는 "인빈서블급 및 이후 유형의 모든 순양함은 앞으로 더 이른 시기의 장갑순양함과 구별하기 위해 '순양전함'으로 설명하고 분류해야 한다"고 규정했다.
새로운 함선의 명칭에 대한 의문과 함께, 보호력 부족으로 인해 실제 역할에 대한 불확실성도 제기되었다. 만약 그들이 주로 전투함대의 정찰함이자 적 순양함 및 상선 약탈함의 추격 및 격파함으로 활동한다면, 장착된 7인치 갑판 장갑은 충분했을 것이다. 하지만 그들이 자신의 중포로 드레드노트 전열을 강화할 것으로 기대된다면, 그들은 적의 중포로부터 안전하기에는 너무 얇은 장갑을 가지고 있었다. 인빈서블급은 본질적으로 매우 크고, 중무장했으며, 빠른 장갑순양함이었다. 그러나 장갑순양함의 실현 가능성은 이미 의심스러웠다. 함대와 함께 작동할 수 있는 순양함이 그 역할을 맡는 데 더 실현 가능한 선택이었을 수도 있다.
인빈서블급의 크기와 무장 때문에 해군 당국은 초기부터 이들을 주력함으로 간주했다. 이는 불가피한 가정이었을 것이다. 상황을 더 복잡하게 만든 것은 존 피셔 경을 포함한 많은 해군 당국자들이 1905년 쓰시마 해전에서 장갑순양함이 우월한 속도 덕분에 적 주력함과의 전열에서 생존할 수 있다는 지나치게 낙관적인 평가를 내렸다는 점이다. 이러한 가정은 러시아 발트 함대의 비효율성과 전술적 무능력을 고려하지 않은 것이었다. "순양전함"이라는 용어가 인빈서블급에 부여될 때쯤에는 이들이 전함과 동등하다는 생각이 많은 사람들의 마음속에 자리 잡았다.
모두가 그렇게 확신한 것은 아니었다. 예를 들어 브라세이 해군 연감(Brassey's Naval Annual)은 인빈서블급처럼 크고 비싼 함선에 대해 제독이 "상대적으로 가벼운 방어력이 불리하고 고속이 무의미한 전투 전열에 배치할 것이 확실하다"고 언급했다. 순양전함을 찬성하는 사람들은 두 가지 점을 반박했다. 첫째, 모든 주력함이 어뢰와 같은 새로운 무기에 취약하므로 장갑의 일부 유효성을 잃었다. 둘째, 순양전함은 더 빠른 속도 때문에 적과 교전하는 거리를 제어할 수 있었다.

## 드레드노트급 군함 경쟁 시대의 순양전함
인빈서블급이 진수된 시점부터 제1차 세계 대전 발발 직후까지, 순양전함은 발전하는 드레드노트급 군함 경쟁에서 부차적인 역할을 수행했는데, 이는 피셔가 아마도 원했을 핵심적인 영국 제국 방위 무기로 전적으로 채택되지 않았기 때문이었다. 이러한 수용 부족의 가장 큰 요인은 그들의 개념이 잡힐 때와 첫 함선이 취역할 때 사이에 영국의 전략적 상황이 현저하게 변화했다는 점이었다. 영국의 잠재적인 적국은 많은 장갑순양함을 보유한 프랑스-러시아 동맹에서 부활하고 점점 더 호전적인 독일로 바뀌었다. 외교적으로 영국은 1904년 협상 동맹과 영러 협상을 체결했다. 프랑스나 러시아는 특별한 해군 위협을 가하지 않았다. 러시아 해군은 1904-1905년 러일 전쟁에서 대부분 침몰하거나 나포되었고, 프랑스는 새로운 드레드노트형 설계를 서두르지 않았다. 영국은 또한 두 중요한 신흥 해군 강국인 일본(1902년에 체결되고 1905년에 갱신된 영일 동맹으로 강화됨)과 미국과 매우 우호적인 관계를 자랑했다. 이러한 변화된 전략적 상황과 드레드노트의 큰 성공으로 인해 인빈서블급이 아닌 드레드노트가 새로운 주력함 모델이 되었다. 그럼에도 불구하고 순양전함 건조는 드레드노트가 촉발한 새로운 해군 군비 경쟁에서 중요한 역할을 했다.

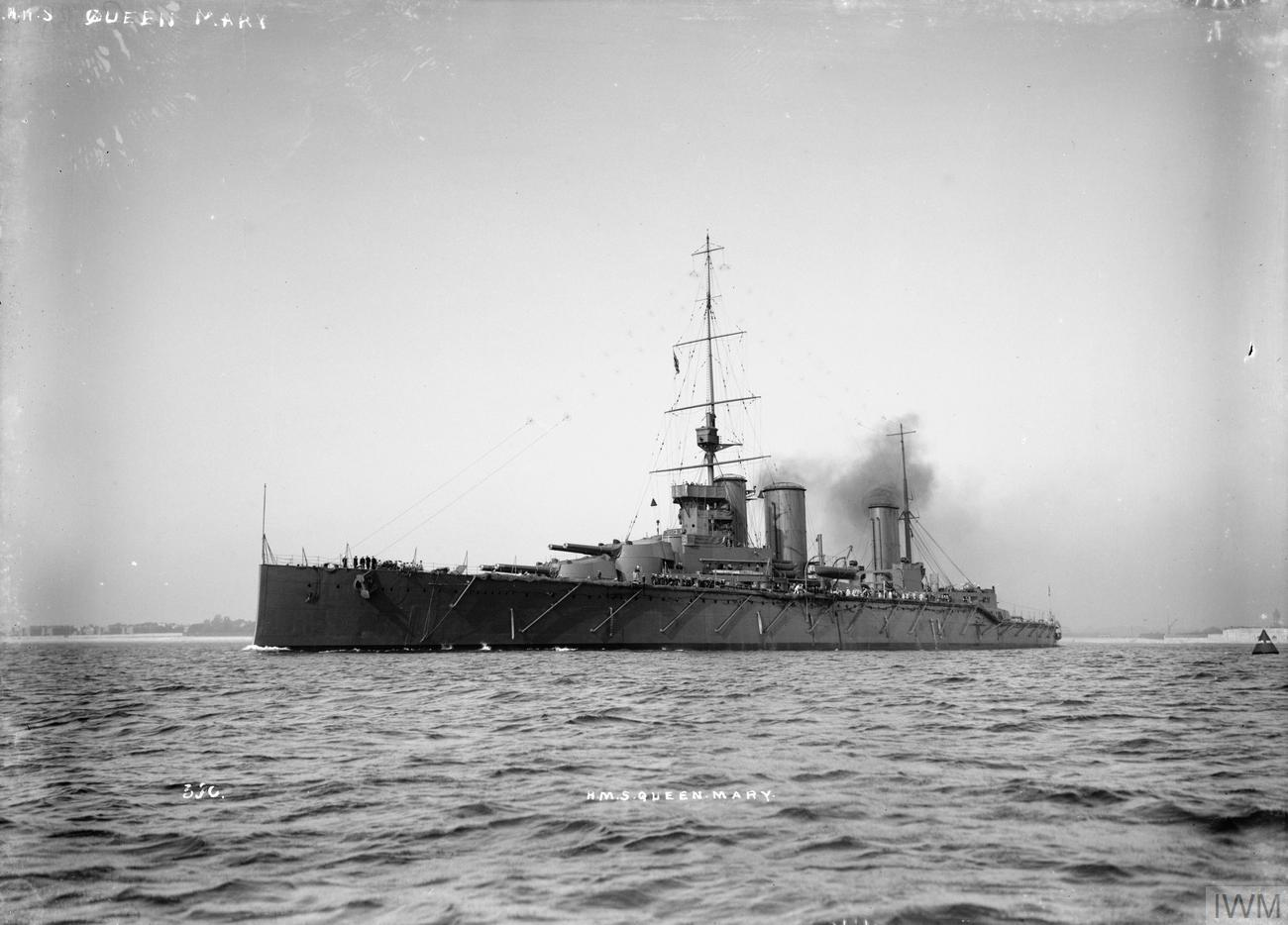
제1차 세계 대전 발발 직전 건조된 마지막 순양전함인

인빈서블급은 취역 후 처음 몇 년 동안 피셔의 비전을 완전히 충족시켰다. 즉, 그들을 따라잡을 만큼 빠른 어떤 함선도 침몰시킬 수 있었고, 그들을 침몰시킬 수 있는 어떤 함선으로부터도 도망칠 수 있었다. 인빈서블급은 또한 여러 상황에서 적 전노급함과 맞설 수 있었다. 해군계는 현재 형태의 장갑순양함이 발전의 논리적 끝에 도달했으며, 인빈서블급은 화력과 속도 면에서 어떤 적 장갑순양함보다 훨씬 앞서 있었기 때문에 더 많은 또는 더 큰 순양함을 건조하는 것을 정당화하기 어려웠다. 이러한 우위는 드레드노트와 인빈서블이 비밀리에 건조되어 일으킨 놀라움으로 더욱 확대되었다. 이는 대부분의 다른 해군들이 건조 프로그램을 지연시키고 설계를 급진적으로 수정하도록 유도했다. 이는 특히 순양함에 해당되었는데, 인빈서블급의 세부 사항이 더 오랫동안 비밀로 유지되었기 때문이었다. 이로 인해 독일의 마지막 장갑순양함인 Blücher는 21-센티미터 (8.3 in) 포만 장착하게 되었고, 새로운 순양전함에는 상대가 되지 않았다.
영국 왕립 해군의 주력함 초기 우위는 1905-1906년 설계의 거부로 이어졌는데, 이 설계는 본질적으로 순양전함과 전함 개념을 결국 고속 전함이 될 것으로 융합시켰을 것이다. 'X4' 설계는 드레드노트의 완전한 장갑과 무장을 인빈서블의 25노트 속도와 결합했다. 기존의 영국 우위와 새로운 자유당 정부의 경제성 요구를 고려할 때 추가 비용은 정당화될 수 없었다. 대신 더 느리고 저렴한 HMS Bellerophon, 즉 드레드노트를 상대적으로 가깝게 모방한 함선이 채택되었다. X4 개념은 결국 퀸 엘리자베스급과 이후 다른 해군들에 의해 실현되었다.
다음 영국 순양전함은 3척의 인데패티거블급으로, 근본적으로 동일한 사양으로 건조된 약간 개선된 인빈서블급이었다. 이는 부분적으로 비용을 제한하려는 정치적 압력 때문이었고, 부분적으로는 독일 순양전함 건조, 특히 SMS 폰데르탄의 중장갑에 대한 비밀 유지 때문이었다. 이 함급은 널리 실수로 간주되었으며 다음 세대의 영국 순양전함은 현저히 더 강력했다. 1909-1910년까지 독일과의 경쟁에 대한 국가적 위기감이 비용 절감을 압도했고, 해군 공포로 인해 1909-1910년에 총 8척의 주력함 건조가 승인되었다. 피셔는 8척 모두 순양전함이 되어야 한다고 주장했지만, 뜻을 관철시키지 못했다. 그는 6척의 전함과 라이언급 순양전함 2척에 만족해야 했다. 라이언급은 영국 "초드레드노트" 전함의 표준 구경인 8문의 13.5인치 포를 장착했다. 속도는 27 노트 (50 km/h; 31 mph)으로 증가했으며, 장갑 보호는 독일 설계만큼 좋지는 않았지만, 이전 영국 순양전함보다는 나았다. nine-인치 (230 mm) 장갑대와 바베트를 갖추었다. 라이언급 2척 다음에는 매우 유사한 Queen Mary가 건조되었다.
1911년 독일은 자체 순양전함을 건조했으며, 영국 함선의 우위는 더 이상 보장될 수 없었다. 더욱이 독일 해군은 피셔의 순양전함에 대한 견해를 공유하지 않았다. 영국이 속도와 화력 증강에 집중한 것과 대조적으로, 독일은 영국 순양전함보다 우위를 점하기 위해 함선의 장갑과 지속력을 점진적으로 개선했다. 1908년에 건조를 시작하여 1910년에 완성된 SMS 폰데르탄은 8문의 11.1인치 포를 장착했지만, 11.1인치(283mm) 장갑으로 인빈서블급보다 훨씬 더 잘 보호되었다. 두 척의 몰트케급은 상당히 유사했지만, 개선된 설계의 11.1인치 포 10문을 장착했다. 1909년에 설계되고 1913년에 완성된 Seydlitz는 개조된 몰트케급이었다. 속도는 1노트 증가하여 26.5 노트 (49.1 km/h; 30.5 mph)이 되었고, 장갑은 최대 12인치 두께로 몇 년 전의 헬골란트급과 동등했다. 자이들리츠는 제1차 세계 대전 이전에 완성된 독일의 마지막 순양전함이었다.
순양전함 설계의 다음 단계는 일본에서 나왔다. 일본 제국 해군은 1909년부터 곤고급 함선을 계획하고 있었으며, 일본 경제가 비교적 소수의 함선만을 지원할 수 있기 때문에 각 함선이 잠재적 경쟁자보다 더 강력해야 한다고 결정했다. 처음에는 인빈서블급을 기준으로 함급을 계획했다. 영국이 라이언급을 계획하고 있으며, 새로운 미국 해군 전함이 14-인치 (360 mm) 포로 무장될 가능성이 있다는 것을 알게 되자, 일본은 계획을 급진적으로 수정하고 한 단계 더 나아가기로 결정했다. 8문의 14인치 포를 장착하고 27.5 노트 (50.9 km/h; 31.6 mph)의 속력을 낼 수 있는 새로운 계획이 수립되었으며, 이는 속도와 화력 면에서 라이언급보다 약간 우위를 가졌다. 중포의 배치도 더 좋았는데, 중앙 포탑 없이 함수와 함미 모두에 초사거리 배치되었다. 장갑 배치도 라이언급보다 약간 개선되어 포탑에 9인치, 바베트에 8 인치 (203 mm)의 장갑이 적용되었다. 이 함급의 첫 함선은 영국에서 건조되었고, 추가로 3척은 일본에서 건조되었다. 일본은 또한 4문의 12인치 포를 장착한 쓰쿠바급과 이부키급의 강력한 장갑순양함을 순양전함으로 재분류했지만, 무장은 더 약했고 어떤 순양전함보다 느렸다.

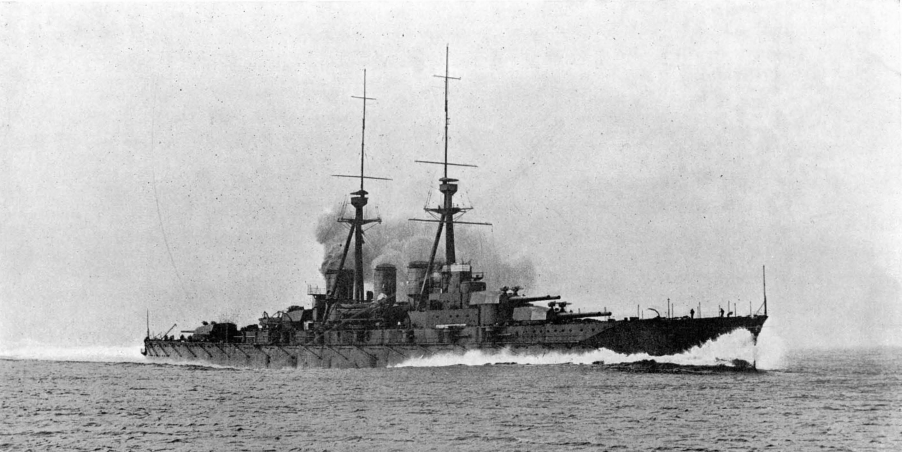
곤고

다음 영국 순양전함인 Tiger는 처음에는 라이언급의 네 번째 함선으로 의도되었지만, 크게 재설계되었다. 그녀는 이전 함선들과 동일한 8문의 13.5인치 포를 유지했지만, 더 나은 사격을 위해 곤고급처럼 배치되었다. 그녀는 더 빨랐고(해상 시험에서 29 노트 (54 km/h; 33 mph) 기록), 더 무거운 부포를 장착했다. 타이거는 또한 전체적으로 더 중무장했다. 최대 장갑 두께는 9인치로 동일했지만, 주 장갑대의 높이가 증가했다. 그러나 이 함선에 대한 모든 개선 사항이 승인된 것은 아니었다. 그녀의 설계자인 유스터스 테니슨 댄코트 경은 그녀에게 32 노트 (59 km/h; 37 mph)의 속도를 제공하기 위해 소구경 수관 보일러와 기어드 터빈을 원했지만, 당국으로부터 아무런 지원도 받지 못했고 엔진 제조업체들도 그의 요청을 거부했다.
1912년에는 독일의 새로운 순양전함인 데어플링거급 3척에 대한 작업이 시작되었다. 이들은 독일 최초로 12인치 함포를 장착한 순양전함이었다. 이 함선들은 타이거와 곤고급처럼 더 효율적인 화력을 위해 함포가 초사거리 포탑으로 배치되었다. 그들의 장갑과 속도는 이전 자이들리츠급과 유사했다. 1913년, 러시아 제국 또한 발트해에서 운용하기 위해 설계된 4척의 보로디노급 건조를 시작했다. 이 함선들은 12문의 14인치 함포, 최대 12인치 두께의 장갑, 그리고 26.6 노트 (49.3 km/h; 30.6 mph)의 속도를 갖도록 설계되었다. 이 함선들의 중장갑과 상대적으로 느린 속도는 영국 함선보다 독일 설계와 더 유사했다. 보로디노급의 건조는 제1차 세계 대전으로 중단되었고, 러시아 내전 종전 후 모두 해체되었다.

## 제1차 세계 대전

### 건조
대부분의 교전국에게 주력함 건조는 전쟁 중 매우 제한적이었다. 독일은 데어플링거급을 완성하고 마켄젠급 작업에 착수했다. 마켄젠급은 데어플링거급의 발전형으로, 13.8인치 포와 대체로 유사한 장갑 배치를 가지고 있으며, 28 노트 (52 km/h; 32 mph)의 속력을 내도록 설계되었다.
영국에서는 1914년 10월 재키 피셔가 다시 제1해군경으로 취임했다. 크고 빠른 함선에 대한 그의 열정은 식지 않았고, 그는 설계자들에게 15인치 포를 장착한 순양전함 설계를 지시했다. 피셔는 다음 독일 순양전함이 28노트의 속력으로 항해할 것으로 예상했기 때문에, 새로운 영국 설계는 32노트의 속력을 낼 수 있어야 한다고 요구했다. 그는 승인되었지만 아직 건조에 착수하지 않은 두 척의 리벤지급 함선을 새로운 설계로 재주문할 계획이었다. 피셔는 마침내 1914년 12월 28일 이 프로젝트에 대한 승인을 받았고, 이들은 레나운급이 되었다. 6문의 15인치 포를 장착했지만 6인치 장갑만으로 타이거보다 화력과 속도 면에서 한 단계 더 발전했지만, 초기 영국 순양전함의 보호 수준으로 되돌아갔다.
동시에 피셔는 전함 건조에서 남은 예비 15-인치 (381 mm) 포탑을 사용할 수 있는 빠르고 가벼운 장갑함 3척을 확보하기 위해 책략을 사용했다. 이 함선들은 본질적으로 경순양전함이었고, 피셔는 때때로 그렇게 불렀지만, 공식적으로는 대형 경순양함으로 분류되었다. 이 특이한 분류는 새로운 주력함 건조가 보류되었지만, 경순양함 건조에는 제한이 없었기 때문에 필요했다. 이들은 Courageous와 자매함 Glorious 및 Furious가 되었는데, 15인치(또는 퓨리어스함의 경우 18 인치 (457 mm)) 주포와 경순양함급인 three 인치 (76 mm) 두께의 장갑 사이에 기이한 불균형이 있었다. 이 설계는 일반적으로 실패작(함대에서는 Outrageous, Uproarious, Spurious로 불림)으로 간주되었지만, 이후 함선들의 항공모함 전환은 매우 성공적이었다. 피셔는 또한 20-인치 (508 mm) 포를 장착한 거대하지만 가볍게 건조된 순양전함인 HMS Incomparable에 대해서도 추측했지만, 이는 개념 단계에 머물렀다.
레나운급과 쿠레이져스급은 피셔가 독일 발트해 연안에 병력(아마도 러시아군)을 상륙시키려는 계획을 위해 설계되었다고 흔히 알려져 있다. 특히, 이들은 발트해의 얕은 수심에서 중요할 수 있는 감소된 흘수로 설계되었다. 이것이 함선이 발트해를 위해 설계되었다는 명확한 증거는 아니다. 초기 함선들이 작전 조건에서 너무 많은 흘수와 충분하지 않은 건현을 가졌다고 여겨졌다. 로버츠는 함선 설계 당시 발트해에 대한 초점은 아마도 중요하지 않았지만, 나중에 비참한 다르다넬스 전역 이후에 부풀려졌다고 주장한다.
전쟁 중 마지막 영국 순양전함 설계는 애드미럴급으로, 퀸 엘리자베스급 전함의 개선형에 대한 요구사항에서 탄생했다. 이 프로젝트는 1915년 말, 피셔가 해군본부를 최종적으로 떠난 후에 시작되었다. 처음에는 전함으로 구상되었지만, 고위 해군 장교들은 영국이 충분한 전함을 보유하고 있으며, 독일이 건조 중인 함선(영국은 마켄젠급의 진척 상황과 잠재적 능력을 과대평가했다)에 대항하기 위해 새로운 순양전함이 필요할 수 있다고 생각했다. 8문의 15인치 포, 8인치 장갑, 그리고 32노트의 속력을 낼 수 있는 순양전함 설계가 결정되었다. 유틀란트 해전에서의 순양전함 경험은 설계가 급진적으로 수정되어 최대 12인치 두께의 장갑을 가진 고속 전함으로 다시 변모했지만, 여전히 31.5 노트 (58.3 km/h; 36.2 mph)의 속력을 낼 수 있었다. 이 함급의 첫 함선인 Hood는 마켄젠급 함선들의 가능한 완성을 막기 위해 이 설계에 따라 건조되었다. 거의 작업이 진행되지 않았던 그녀의 세 자매함에 대한 계획은 1916년 후반과 1917년에 보호력 향상을 위해 다시 수정되었다.
애드미럴급은 독일의 마켄젠급과 맞설 수 있는 유일한 영국 함선이었을 것이다. 그러나 독일의 조선은 전쟁으로 인해 급격히 둔화되었고, 마켄젠급 두 척이 진수되었지만, 어느 한 척도 완성되지 못했다. 독일은 또한 에르자츠 요르크급이라는 추가 함선 3척에 대해 잠시 작업했는데, 이들은 15인치 포를 장착한 마켄젠급의 개량형이었다. 추가 애드미럴급 3척에 대한 작업은 1917년 3월에 중단되었는데, 이는 어뢰정과 새로운 잠수함 위협에 대처하기 위해 더 많은 호위함과 상선 건조를 가능하게 하기 위함이었다. 이들은 마침내 1919년 2월에 취소되었다.

### 작전에 투입된 순양전함
제1차 세계 대전 중 순양전함이 처음으로 참전한 전투는 1914년 8월의 헬골란트 만 해전이었다. 영국 경순양함과 구축함으로 구성된 부대가 헬골란트 만(함부르크에 가장 가까운 북해 부분)에 진입하여 독일 구축함 순찰대를 공격했다. 그들이 경순양함의 저항에 부딪히자, 데이비드 비티 해군 부제독은 그의 순양전함 5척으로 구성된 전대를 만에 투입하여 전세를 뒤집었고, 결국 독일 경순양함 3척을 침몰시키고 그들의 지휘관인 레베레히트 마스 해군 소장을 전사시켰다.

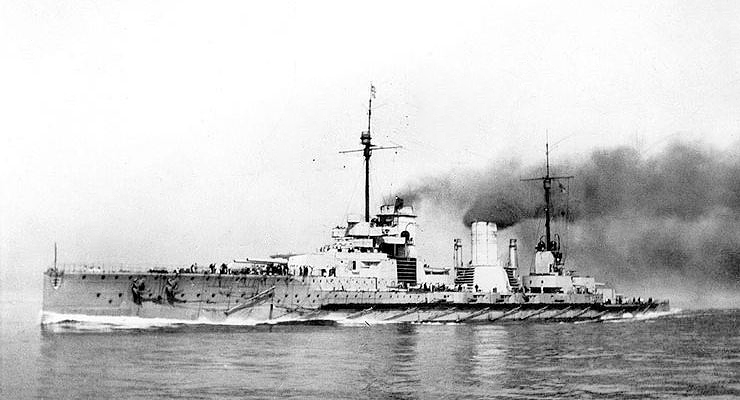
도거 뱅크 해전에서 큰 피해를 입은

독일 순양전함 Goeben은 아마도 전쟁 초기에 가장 큰 영향을 미쳤을 것이다. 지중해에 주둔하고 있던 그녀와 호위 경순양함 SMS Breslau는 전쟁 발발 시 영국 및 프랑스 함선을 피하여 콘스탄티노플(이스탄불)로 향했고, 두 척의 영국 순양전함이 뒤를 바싹 추격했다. 두 독일 함선은 오스만 해군에 인도되었고, 이는 오스만 제국을 동맹국 중 하나로 전쟁에 끌어들이는 데 결정적인 역할을 했다. 괴벤 자신은 '야부즈 술탄 셀림'으로 개명되었고, 흑해에서 러시아 제국 해군과의 교전에 참여한 후, 1918년 1월 에게해에서 영국군과의 임브로스 전투 이후 전쟁이 끝날 때까지 전투에서 이탈했다.
원래의 순양전함 개념은 1914년 12월 포클랜드 해전에서 성공적인 것으로 입증되었다. 영국 순양전함 Inflexible와 Invincible는 그들이 의도된 임무를 정확히 수행했다. 그들은 막시밀리안 폰 슈페 제독이 지휘하는 독일 동양함대를 추격하여 전멸시켰는데, 이 함대는 [[SMS 샤른호르스트|장갑순양함 Scharnhorst]]와 [[SMS 그나이제나우|Gneisenau]]를 중심으로 3척의 경순양함을 포함하고 있었다. 이 작전은 대서양 남부에서 이루어졌다. 전투 이전에 오스트레일리아 순양전함 Australia는 태평양에서 독일 함선을 찾는 데 실패했다.

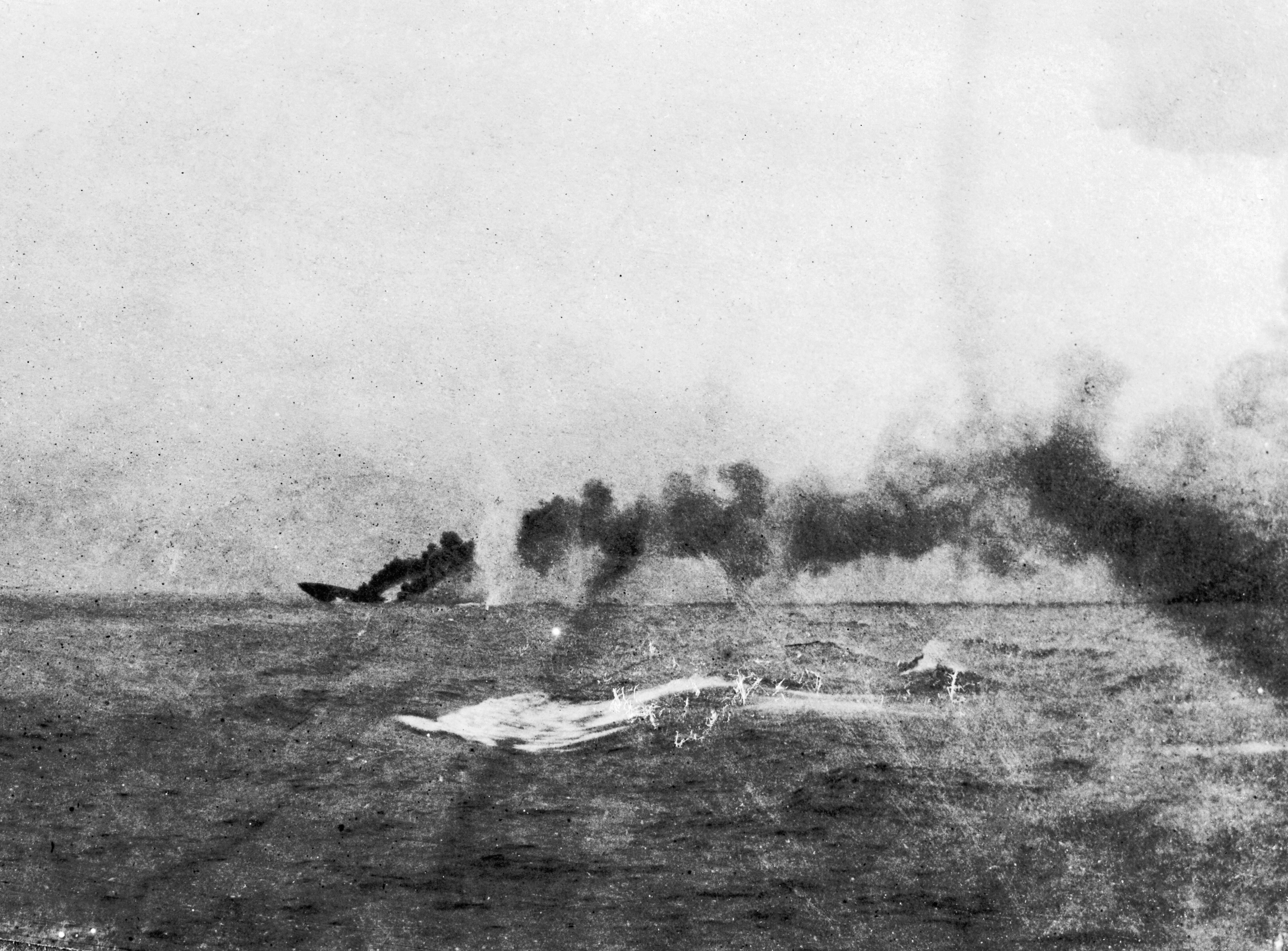
유틀란트 해전 중 침몰하는 인데패티거블함

1915년 도거 뱅크 해전에서 독일 기함 자이들리츠의 후방 바베트는 HMS 라이언의 영국 13.5인치 포탄에 피격되었다. 포탄은 바베트를 관통하지 못했지만, 바베트 장갑의 일부를 이탈시켜 포탄 폭발의 불꽃이 바베트 내부로 침투하게 했다. 위로 올라가던 추진제 장약이 점화되었고, 불덩어리는 포탑 안으로 번져 탄약고로 내려가 황동 탄피에서 분리된 장약에 불을 붙였다. 포병들은 옆 포탑으로 탈출하려 했지만, 이로 인해 불꽃이 그 포탑으로도 퍼져 두 포탑의 승무원 모두 사망했다. 자이들리츠는 빌헬름 하이트캄프가 시행한 후방 탄약고의 긴급 침수로 인해 거의 확실한 파괴에서 벗어났다. 이 거의 재앙적인 사건은 탄약 취급 방식 때문에 발생했으며, 독일과 영국 전함 및 순양전함 모두에서 흔한 일이었지만, 후자의 더 가벼운 보호는 포탑이나 바베트가 관통당할 때 더 취약하게 만들었다. 독일인들은 손상된 자이들리츠를 조사하여 탄약 취급 시 화염 노출을 최소화하는 조치를 취함으로써 교훈을 얻었다.
코르다이트 취급을 제외하면 전투는 대부분 결론이 나지 않았지만, 영국 기함 라이언과 자이들리츠는 심각한 손상을 입었다. 라이언은 속도를 잃어 전투 전열에서 뒤쳐졌고, 비티는 교전의 나머지 부분에서 함선들을 효과적으로 지휘할 수 없었다. 영국의 신호 오류로 인해 독일 순양전함들은 철수할 수 있었는데, 비티의 전대 대부분이 손상된 장갑순양함 블뤼허에 잘못 집중하여 그녀를 침몰시키고 많은 인명 손실을 입혔다. 영국은 결정적인 승리를 거두지 못한 원인을 형편없는 사격술 탓으로 돌리고 탄약 승강기와 바베트에 보호되지 않은 코르다이트 장약을 비축하여 사격 속도를 높이려 시도했다.
1916년 5월 31일 유틀란트 해전에서 영국과 독일 순양전함 모두 함대 단위로 사용되었다. 영국 순양전함은 독일 순양전함과 교전한 후 영국 대함대의 전함들이 도착하기 전에 독일 전함과도 교전했다. 그 결과 영국 왕립 해군 순양전함 전대에게는 재앙이었다. 인빈서블, 퀸 메리, 그리고 Indefatigable는 승무원 중 극소수를 제외하고 모두 폭발하여 침몰했다. 함선의 탄약고가 폭발한 정확한 이유는 알려져 있지 않지만, 사격 속도 증가를 위해 포탑, 탄약 승강기, 작업실에 노출된 코르다이트 장약이 풍부하게 저장되어 있던 것이 그들의 손실에 의심할 여지 없이 기여했다. 비티의 기함 라이언 자체도 프랜시스 하비 소령의 영웅적인 행동이 아니었다면 비슷한 방식으로 거의 침몰할 뻔했다.
장갑이 더 두꺼웠던 독일 순양전함들은 더 나은 성과를 거두었는데, 부분적으로는 영국 신관의 성능이 좋지 않았기 때문이었다(영국 포탄은 독일 장갑에 명중하면 폭발하거나 부서지는 경향이 있었다). 예를 들어, 유틀란트 해전에서 유일하게 침몰한 독일 순양전함인 Lützow는 30발 이상의 명중을 당했음에도 불구하고 128명의 전사자만 발생했다. 다른 독일 순양전함인 Moltke, 폰 데어 탄, 자이들리츠, 그리고 Derfflinger는 모두 심하게 손상되었고 전투 후에 대규모 수리가 필요했으며, 자이들리츠는 거의 자력으로 귀환하지 못했다. 이들은 전투 대부분 동안 영국 화력의 집중 대상이었다.

## 전간기
제1차 세계 대전 직후 영국, 일본, 미국은 모두 점점 더 강력한 신세대 전함과 순양전함 설계 작업을 시작했다. 각국 해군이 원했던 새로운 건조 열풍은 정치적으로 논란이 많았고 잠재적으로 경제적으로 치명적일 수 있었다. 이러한 초기의 군비 경쟁은 1922년 워싱턴 해군 군축 조약으로 저지되었는데, 주요 해군 강국들은 주력함 수량 제한에 동의했다. 독일 해군은 회담에 대표되지 않았다. 베르사유 조약에 따라 독일은 어떤 현대적인 주력함도 보유할 수 없었다.
1920년대와 1930년대에 영국과 일본만이 순양전함을 보유했으며, 이들은 종종 원래 설계에서 수정되고 재건되었다. 순양전함과 현대적인 고속 전함 사이의 경계는 모호해졌다. 실제로 일본의 곤고급은 1930년대의 매우 포괄적인 재건축 이후 공식적으로 전함으로 재지정되었다.

### 제1차 세계 대전 이후의 계획
1918년 진수된 후드는 제1차 세계 대전 순양전함 중 마지막으로 완성된 함선이었다. 유틀란트 해전의 교훈을 바탕으로 건조 중 함선이 개조되었다. 갑판 장갑 두께가 평균 50퍼센트 증가하고 상당 부분 확장되었으며, 더 두꺼운 갑판 장갑이 추가되었고, 탄약고 보호는 탄약 발화에 대비하여 개선되었다. 이는 자체 무기에 저항할 수 있을 것으로 기대되었으며, 이는 "균형 잡힌" 전함의 고전적인 척도였다. 후드는 완성 당시 영국 왕립 해군에서 가장 큰 함선이었다. 그녀의 거대한 배수량 때문에, 이론적으로는 전함의 화력과 장갑을 순양전함의 속도와 결합하여 일부 사람들은 그녀를 고속 전함으로 불렀다. 그러나 그녀의 보호력은 제1차 세계 대전 직후 건조된 영국 전함인 넬슨급보다 현저히 낮았다.

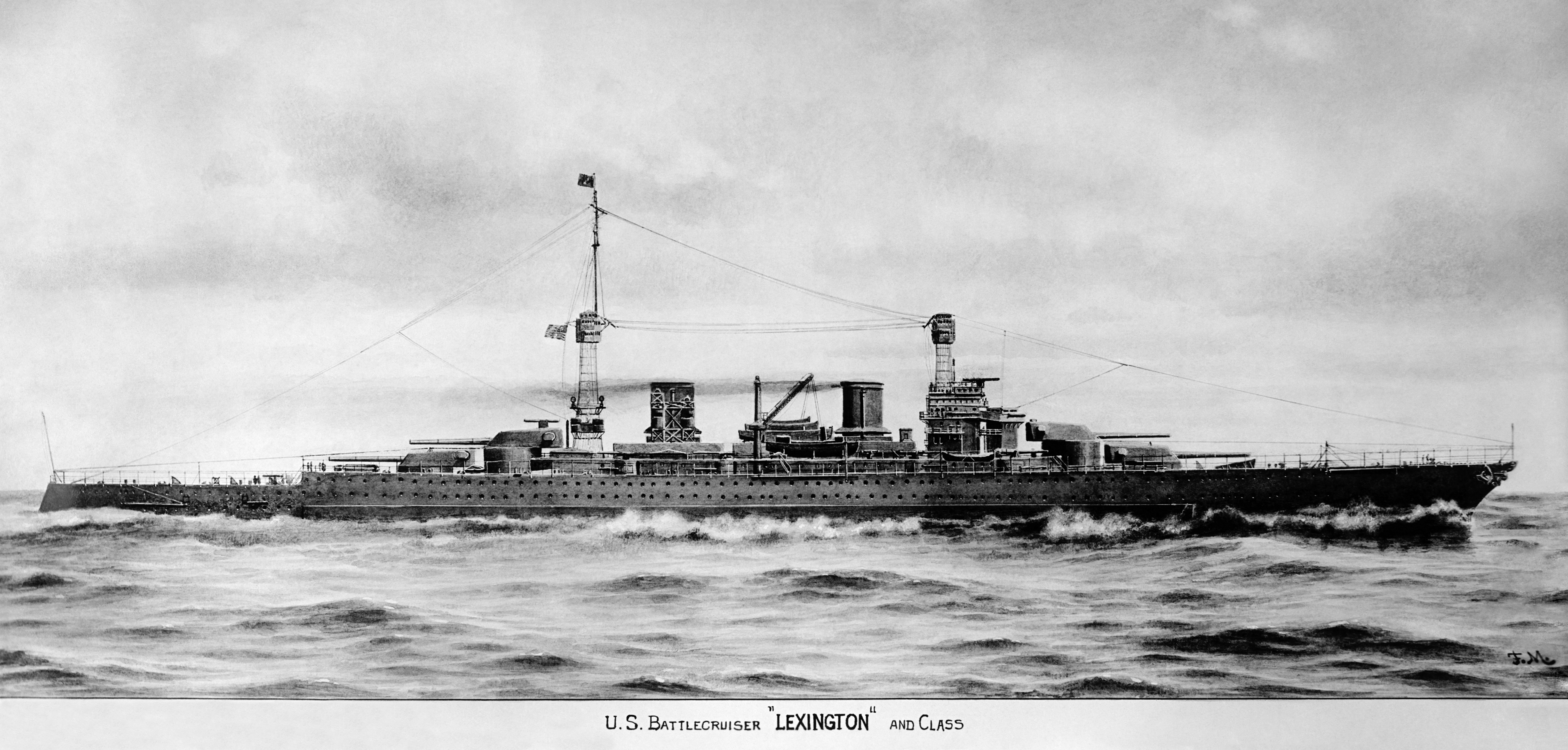
렉싱턴급 순양전함(회화, 1919년경)

일본과 미국 해군은 전쟁의 직접적인 영향을 받지 않았기 때문에, 최신 설계에 16-인치 (410 mm) 포를 개발하고 유럽의 전투 경험을 바탕으로 순양전함 설계를 다듬을 시간을 가졌다. 일본 제국 해군은 4척의 아마기급 순양전함을 건조하기 시작했다. 이 함선들은 전례 없는 크기와 위력을 가질 예정이었는데, 후드만큼 빠르고 잘 무장되어 있었으며, 순양전함으로는 사상 가장 강력한 무장인 10문의 16인치 주포를 탑재할 예정이었다. 이들은 모든 면에서 고속 전함이었다. 이들과 이전에 건조될 예정이었던 토사급의 유일한 차이점은 측면 장갑이 1 인치 (25 mm) 더 얇고 속도가 .25 노트 (0.46 km/h; 0.29 mph) 증가했다는 점이었다. 1913년부터 순양전함 설계를 연구하고 이 함급의 최신 개발 상황을 면밀히 주시해 온 미국 해군은 렉싱턴급으로 대응했다. 계획대로 완성되었다면 이들은 8문의 16인치 포로 예외적으로 빠르고 잘 무장되었을 것이지만, 유틀란트 해전 이후 8,000-롱톤 (8,100 t)의 보호력 증가에도 불구하고 인빈서블급보다 약간 나은 장갑만을 갖추었을 것이다. 전후 순양전함 경쟁의 마지막 단계는 아마기급과 렉싱턴급에 대한 영국의 대응인 4척의 48,000-롱톤 (49,000 t) G3 순양전함이었다. 당시 영국 왕립 해군 문서들은 일반적으로 24 노트 (44 km/h; 28 mph) 이상의 속도를 가진 전함을 보호 장갑의 양과 상관없이 순양전함으로 묘사했지만, G3는 대부분 잘 균형 잡힌 고속 전함으로 간주되었다.
워싱턴 해군 군축 조약으로 인해 이러한 설계 중 어느 것도 실현되지 못했다. 건조가 시작된 함선들은 슬립웨이에서 해체되거나 항공모함으로 전환되었다. 일본에서는 아마기함과 아카기함이 전환 대상으로 선정되었다. 아마기함은 간토 대지진으로 수리 불가능할 정도로 손상되어 고철로 해체되었고, 대신 토사급 전함으로 제안되었던 함선인 가가함의 선체가 전환되었다. 미국 해군도 워싱턴 조약 이후 두 척의 순양전함 선체를 항공모함으로 전환했다. USS 렉싱턴과 USS 새러토가였지만, 이는 선체를 완전히 해체하는 것보다 약간 더 나은 것으로 간주되었을 뿐이었다(나머지 네 척인 콘스텔레이션, 레인저, 컨스티튜션, 유나이티드는 해체되었다). 영국에서는 피셔의 "대형 경순양함"들이 항공모함으로 전환되었다. 퓨리어스함은 이미 전쟁 중에 부분적으로 전환되었고, 글로리어스함과 쿠레이져스함도 비슷하게 전환되었다.

### 재건 프로그램

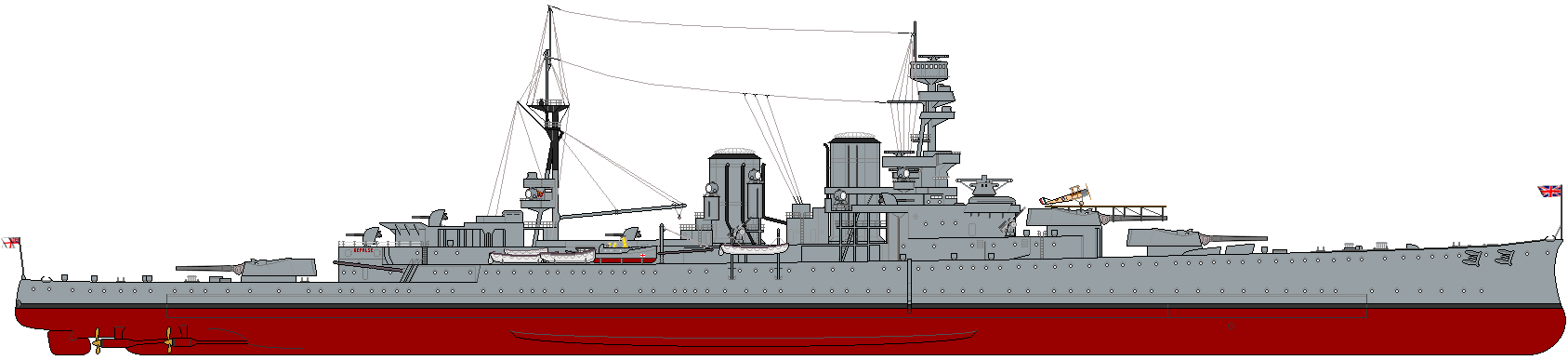
1919년 당시 리펄스함

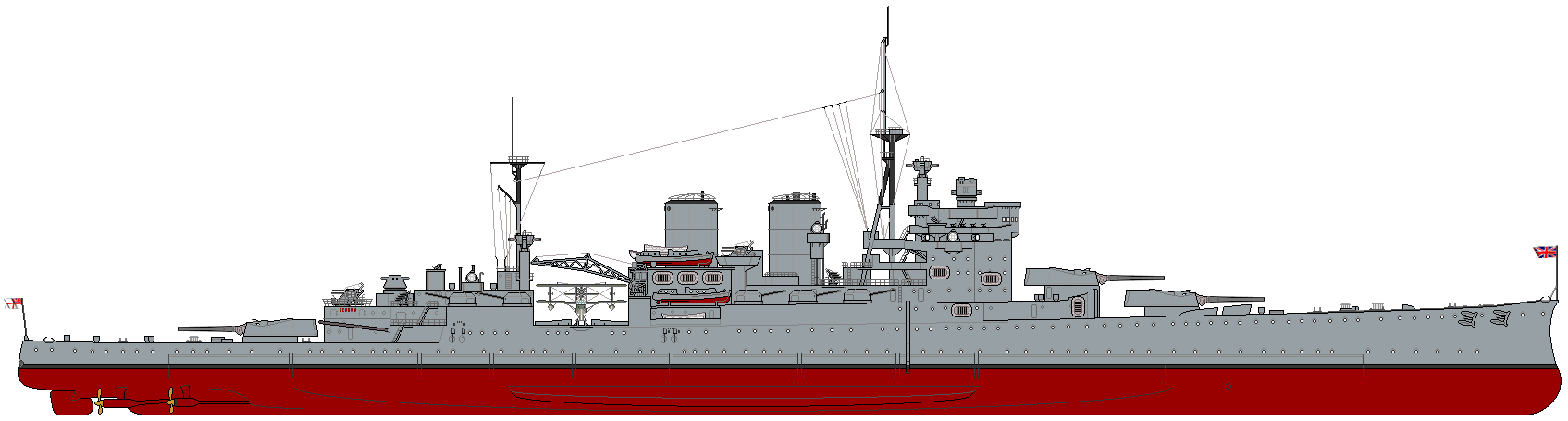
재건축된 1939년 당시 레나운함

총 9척의 순양전함이 워싱턴 해군 군축 조약에서 살아남았지만, HMS 타이거는 나중에 1930년 런던 해군 군축 회의의 희생양이 되어 해체되었다. 높은 속도로 인해 약점에도 불구하고 귀중한 수상 함정이었기 때문에, 이 함선들 대부분은 제2차 세계 대전 이전에 대폭 개량되었다. Renown와 Repulse는 1920년대와 1930년대에 상당한 현대화를 거쳤다. 1934년에서 1936년 사이에 리펄스는 부분적으로 현대화되었고, 선교가 개조되고, 격납고와 캐터펄트, 새로운 사격 통제 장비가 추가되었으며, 대공 무장이 증강되었다. 레나운은 1937년에서 1939년 사이에 더 철저한 재건축을 거쳤다. 갑판 장갑이 증가하고, 새로운 터빈과 보일러가 장착되었으며, 격납고와 캐터펄트가 추가되었고, 주포를 제외한 모든 무장이 완전히 교체되었으며, 주포의 고각은 +30도로 증가했다. 선교 구조물도 제거되고 킹 조지 5세급 전함에서 사용된 것과 유사한 대형 선교가 그 자리에 설치되었다. 이러한 종류의 개조는 일반적으로 함선의 중량을 증가시켰지만, 레나운의 톤수는 훨씬 가벼운 동력 장치 덕분에 실제로 감소했다. 리펄스와 후드를 위한 유사한 철저한 재건축은 제2차 세계 대전의 발발로 취소되었다.
새로운 함선을 건조할 수 없었던 일본 제국 해군도 기존의 곤고급 순양전함(초기에는 하루나함, 기리시마함, 그리고 곤고함이었고, 히에이함은 워싱턴 조약에 따라 무장이 해제되었으므로 나중에 추가되었다)을 두 차례의 대규모 재건축(히에이함은 한 차례)을 통해 개선하기로 결정했다. 이 중 첫 번째 재건축 동안 주포의 고각이 +40도로 증가되었고, 어뢰 방어 돌출부와 3,800 롱톤 (3,900 t)의 수평 장갑이 추가되었으며, 추가 지휘소를 갖춘 "탑" 형태의 마스트가 건설되었다. 이로 인해 함선들의 속도는 25.9 노트 (48.0 km/h; 29.8 mph)으로 감소했다. 두 번째 재건축은 항공모함 기동 부대의 고속 호위함으로 선정되었기 때문에 속도에 중점을 두었다. 완전히 새로운 주 기관, 보일러 수 감소, 그리고 선체 길이 26 피트 (7.9 m) 증가로 인해 다시 최대 30노트에 도달할 수 있게 되었다. 이들은 "고속 전함"으로 재분류되었지만, 장갑과 포는 여전히 미국이나 영국 해군의 현존하는 제1차 세계 대전 시대 전함에 비해 미흡했으며, 태평양 전쟁 중에는 치명적인 결과를 초래했다. 과달카날 해역에서 히에이함과 기리시마함은 미군 포격에 쉽게 손상되어 얼마 지나지 않아 자침해야 했다. 아마도 가장 결정적인 것은 히에이함이 근거리 야간 교전에서 중순양함과 경순양함의 중구경 포격에 손상되었다는 점이다.
두 가지 예외가 있었는데, 터키의 야부즈 술탄 셀림과 영국 왕립 해군의 후드였다. 터키 해군은 전간기에 함선에 사소한 개량만 가했으며, 주로 전시 피해를 수리하고 새로운 화력 제어 시스템과 대공포대를 설치하는 데 중점을 두었다. 후드는 함대에서 계속 운용 중이었기 때문에 대규모 재건축을 위해 철수할 수 없었다. 그녀는 1930년대 동안 현대적인 화력 제어 시스템, 증가된 대공포 수량, 그리고 1941년 3월에는 레이더를 포함한 사소한 개선을 받았다.

### 해군 재무장
1930년대 후반에 해군들이 다시 주력함을 건조하기 시작했고, 이 시기에 샤른호르스트급과 도이칠란트급, 프랑스의 됭케르크급과 같이 때로는 순양전함으로 불리는 대형 상선 약탈함과 작고 빠른 전함들이 많이 건조되었다. 독일과 러시아는 이 기간 동안 새로운 순양전함을 설계했지만, 후자만이 35,000톤급 크론슈타트급 두 척을 건조에 착수했다. 이들은 1941년 독일 침공 당시 여전히 슬립웨이에 있었고, 건조는 중단되었다. 두 함선 모두 전쟁 후 해체되었다. 독일은 크릭스마리네 확장 계획인 Z 계획의 일환으로 O급 순양전함 3척을 계획했다. 6문의 15인치 포, 고속, 우수한 항속 거리를 가졌지만 매우 얇은 장갑을 가진 이들은 상선 약탈함으로 의도되었다. 제2차 세계 대전 직전에 단 한 척만 주문되었고, 작업은 전혀 진행되지 않았다. 이름은 부여되지 않았고, 계약명인 'O', 'P', 'Q'로 알려졌다. 새로운 함급은 크릭스마리네 내에서 보편적으로 환영받지 못했다. 비정상적으로 가벼운 보호력 때문에 해군 내 일부에서는 Ohne Panzer Quatsch (장갑 없는 헛소리)라는 경멸적인 별명을 얻었다.

## 제2차 세계 대전
영국 왕립 해군은 1940년 4월 노르웨이 전역 동안 일부 순양전함을 배치했다. [[독일 순양전함 그나이제나우|독일 전함 Gneisenau]]와 [[독일 순양전함 샤른호르스트|Scharnhorst]]는 매우 나쁜 날씨 속에서 레나운과 로포텐 해전에서 교전했으며, 그나이제나우가 손상된 후 교전을 중단했다. 레나운의 15인치 포탄 중 하나는 그나이제나우의 사격 지휘탑을 폭발하지 않고 통과하면서 전기 및 통신 케이블을 절단하고 전방 150mm(5.9인치) 포탑의 거리측정기를 파괴했다. 전력 손실로 인해 주포 사격 통제는 후방으로 전환되어야 했다. 레나운의 또 다른 포탄은 그나이제나우의 후방 포탑을 무력화시켰다. 영국 함선은 독일 포탄에 두 번 피격되었지만 큰 손상을 입지 않았다. 그녀는 전전 순양전함 중 유일하게 전쟁에서 살아남은 함선이었다.
전쟁 초기 몇 년 동안 다양한 독일 함선들이 대서양에서 상선을 사냥하는 데 성공을 거두었다. 레나운, 리펄스, 그리고 고속 전함인 됭케르크와 스트라스부르와 같은 연합군 순양전함들이 상선을 약탈하는 독일 함선을 추격하는 작전에 투입되었다. 한 번의 전면전은 1941년 5월 덴마크 해협 해전에서 [[독일 전함 비스마르크|전함 Bismarck]]와 [[독일 순양함 프린츠 오이겐|중순양함 Prinz Eugen]]이 북대서양으로 출격하여 영국 선박을 공격하다가 후드와 [[HMS 프린스 오브 웨일스 (53)|전함 Prince of Wales]]에 의해 저지되었을 때 발생했다. 후드는 비스마르크의 15인치 포탄이 탄약고 폭발을 일으켜 파괴되었다. 단 세 명의 승무원만이 살아남았다.
태평양 전쟁에서 처음으로 작전에 투입된 순양전함은 리펄스였다. [[말레이 해전|그녀는 1941년 12월 10일 싱가포르 북쪽에서 일본 뇌격기에 의해 HMS 프린스 오브 웨일스와 함께 침몰했다.]] 그녀는 첫 번째 일본 공격에서 250-킬로그램 (550 lb) 폭탄 한 발에 약간 손상되었고, 두 발이 근접 폭발했다. 그녀의 속도와 기동성 덕분에 그녀는 수평 폭격기의 다른 공격을 피하고 33발의 어뢰를 회피할 수 있었다. 마지막 어뢰 폭격기 그룹은 여러 방향에서 공격했고, 리펄스는 어뢰 5발에 피격되었다. 그녀는 빠르게 전복되었고 27명의 장교와 486명의 승무원이 사망했으며, 42명의 장교와 754명의 병사가 호위 구축함에 의해 구조되었다. 리펄스와 프린스 오브 웨일스의 손실은 자체 항공 지원이 없는 주력함이 항공기에 취약하다는 것을 결정적으로 증명했다.
일본의 곤고급 순양전함은 높은 속도 때문에 전시 대부분 동안 항공모함 호위함으로 광범위하게 사용되었다. 일본에서는 고속 전함으로 분류되었지만, 제1차 세계 대전 시대의 무장은 더 약했고, 개량된 장갑은 동시대 전함에 비해 여전히 얇았다. 1942년 11월 13일 제1차 과달카날 해전 중, 히에이함은 근접 사격 거리에서 미군 순양함 및 구축함과 마주쳤다. 함선은 교전 중 심하게 손상되어 자매함 기리시마함에 의해 예인되어야 했다. 두 함선은 다음날 아침 미군 항공기에 의해 발견되었고, 기리시마함은 반복적인 공중 공격 때문에 예인을 포기해야 했다. 히에이함의 함장은 추가 손상 후 승무원들에게 퇴함을 명령했고, 11월 14일 초저녁에 히에이함을 자침시켰다. 11월 14일/15일 밤 제2차 과달카날 해전 중, 기리시마함은 아이언바텀 해협으로 돌아왔지만, 미군 전함 USS 사우스다코타와 USS 워싱턴을 만났다. 워싱턴함을 탐지하지 못한 채, 기리시마함은 사우스다코타함과 어느 정도 효과적으로 교전했다. 워싱턴함은 몇 분 후 근거리에서 포격하여 기리시마함을 심하게 손상시켰고, 후방 포탑을 무력화시키고, 키를 고착시키고, 흘수선 아래에 명중시켰다. 침수는 통제 불능으로 판명되었고, 기리시마함은 3시간 반 후 전복되었다.
레이테만 전투 후 일본으로 돌아오던 중, 곤고함은 1944년 11월 21일 미군 잠수함 USS 시라이언 II의 어뢰 공격을 받아 침몰했다. 하루나함은 1945년 7월 24일과 28일 구레시의 해군 기지가 미군 항공모함 항공기의 공격을 받았을 때 돌제부두에 정박해 있었다. 함선은 7월 24일 폭탄 한 발에 약간 손상되었을 뿐이지만, 7월 28일에는 12발 이상 피격되어 부두에 침몰했다. 그녀는 전쟁 후 인양되어 1946년 초에 해체되었다.

### 대형 순양함 또는 "순양함 킬러"

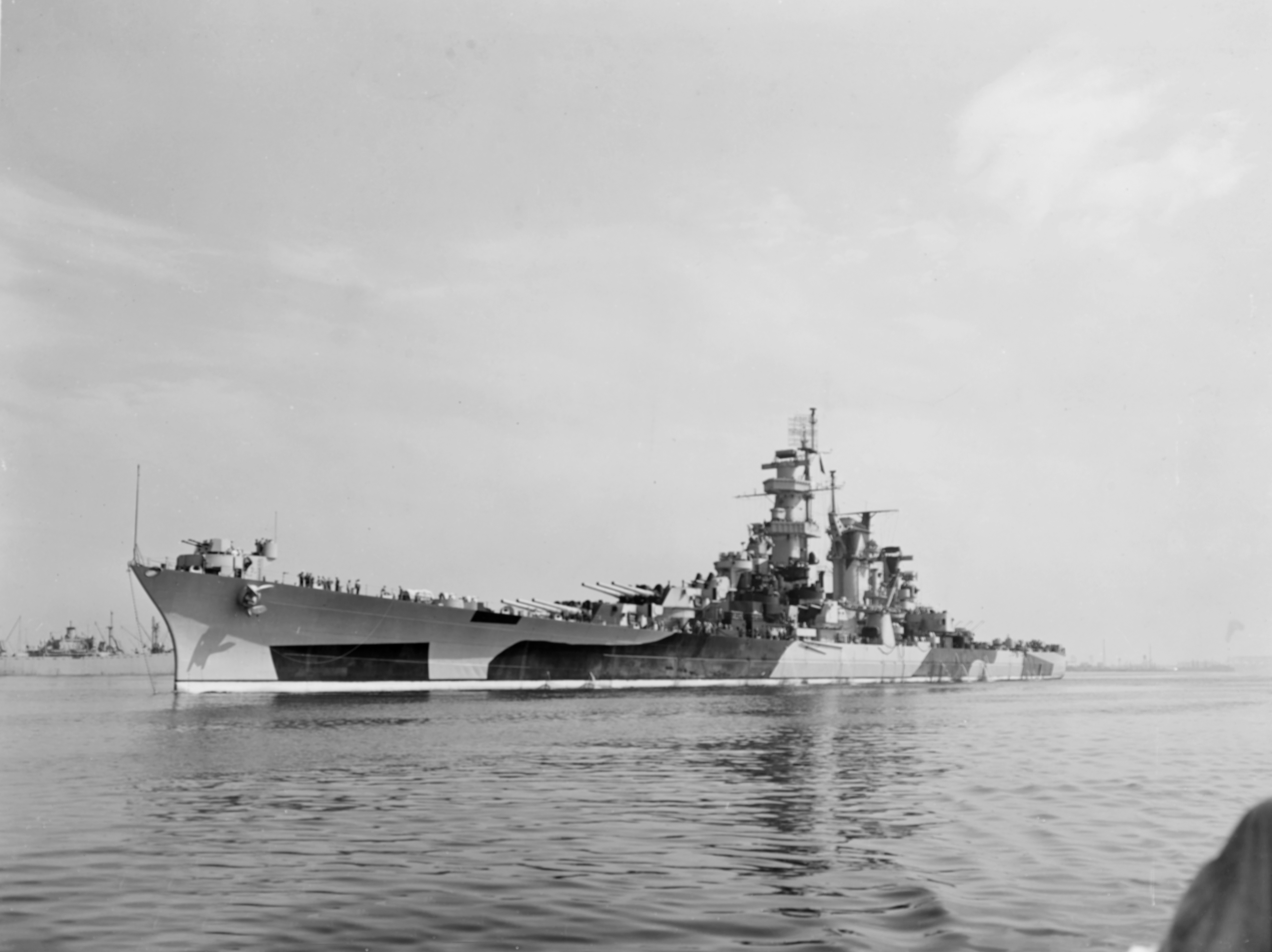
미국 해군의 두 척의 "대형 순양함" 중 하나인

제2차 세계 대전 직전에 전함과 순양함 중간 크기 함선의 인기가 다시 부활했다. 일부에서는 순양전함으로 묘사되기도 했지만, 결코 주력함으로 분류되지 않았고, "슈퍼 순양함", "대형 순양함", 심지어 "무제한 순양함"으로 다양하게 불렸다. 네덜란드, 미국, 일본 해군은 모두 해군 경쟁국들이 건조하는 중순양함 또는 그에 상응하는 함선에 대응하기 위해 이러한 새로운 함급을 특별히 계획했다.
이러한 순양전함 중 첫 번째는 네덜란드의 디자인 1047로, 일본의 침략에 대비하여 네덜란드령 동인도의 식민지를 보호하기 위해 설계되었다. 공식적으로 이름이 부여되지 않은 이 함선들은 독일과 이탈리아의 도움을 받아 설계되었다. 이들은 대체로 독일 샤른호르스트급과 유사했고 동일한 주포를 가졌지만, 장갑이 더 가벼웠고 8인치 포격에만 방어력이 있었다. 설계는 대부분 완료되었지만, 1940년 5월 독일이 네덜란드를 점령하면서 함선 건조는 시작되지 못했다. 첫 함선은 그 해 6월에 건조에 착수할 예정이었다.
이 후기 순양전함 중 실제로 건조된 유일한 함급은 미국 해군의 알래스카급 "대형 순양함"이었다. 두 척이 완성되었는데, Alaska와 Guam였다. 세 번째 함선인 Hawaii는 건조 중 취소되었고, 필리핀, 푸에르토리코, 사모아로 명명될 예정이었던 세 척은 건조 착수 전에 취소되었다. 미 해군은 이들을 순양전함 대신 "대형 순양함"으로 분류했다. 이 함선들은 주(州)의 이름을 딴 전함과 도시의 이름을 딴 순양함과는 달리 영토나 보호국의 이름을 따랐다. 배수량 27,000 롱톤 (27,000 t)에 세 개의 3연장 포탑에 9문의 12인치 주포를 장착하여, 볼티모어급의 두 배 크기였고, 포는 직경이 약 50% 더 컸다. 알래스카급 설계는 가벼우면서도 빠른 전함 파생형이라기보다는 확대된 순양함이었는데, 동시대 전함의 두꺼운 장갑대와 복잡한 어뢰 방어 시스템이 없었기 때문이었다. 그러나 제1차 세계 대전 시대 순양전함과 달리, 알래스카급은 순양함 기준으로 균형 잡힌 설계로 간주되었는데, 매우 좁은 범위 내에서만 자함의 구경 포격에 견딜 수 있는 보호력을 갖추고 있었기 때문이었다. 이들은 일본 중순양함을 추격하도록 설계되었지만, 취역할 무렵에는 대부분의 일본 순양함이 미군 항공기나 잠수함에 의해 침몰된 상태였다. 동시대의 아이오와급 고속 전함처럼, 그들의 속도는 결국 개발 목적이었던 수상 전투함보다는 항공모함 호위함 및 함포 사격함으로 더 유용하게 만들었다.
일본은 알래스카급과 유사하지만 310-밀리미터 (12.2 in) 포를 장착한 B64급 설계를 시작했다. 알래스카급 소식은 그들로 하여금 설계를 업그레이드하여 B-65급을 만들게 했다. 356mm 포로 무장한 B65급은 새로운 순양전함 유형 중 가장 강력한 무장을 갖추었을 것이지만, 여전히 8인치 포탄을 막을 수 있는 충분한 보호력만을 가지고 있었을 것이다. 네덜란드와 마찬가지로 일본도 B65급 설계를 완성했지만, 건조에는 착수하지 않았다. 설계가 준비될 무렵 일본 해군은 이 함선들이 거의 쓸모없으며, 건조 우선순위가 항공모함에 있어야 함을 인식했다. 알래스카급과 마찬가지로 일본은 이 함선들을 순양전함이라고 부르지 않고 초중순양함이라고 불렀다.

## 냉전 시대의 설계

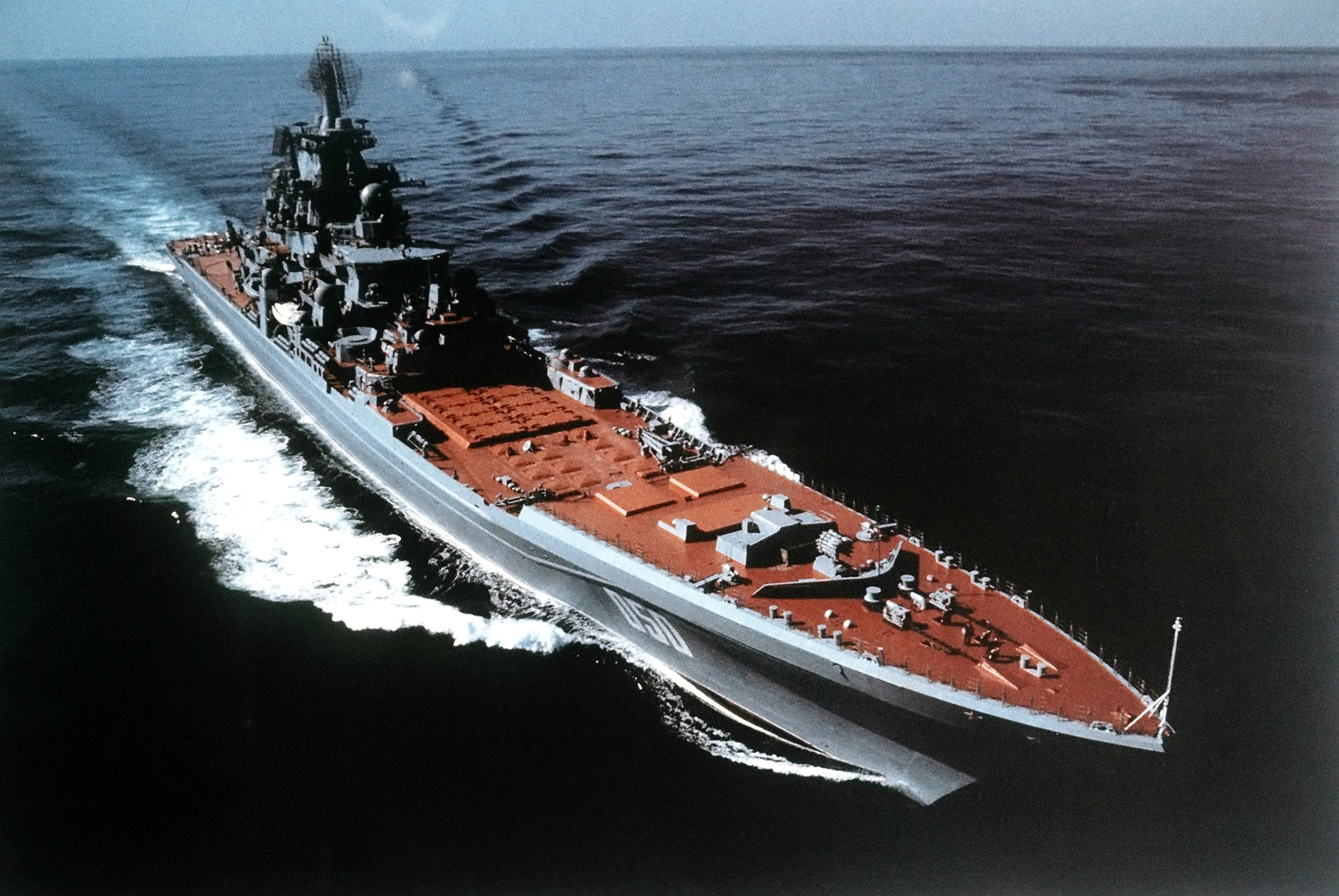
이전 프룬제함이었던 키로프급 함선 중 두 번째 함선인 아드미랄 라자레프함

대부분의 해군이 제2차 세계 대전 이후 전함과 순양전함 개념을 포기했음에도 불구하고, 이오시프 스탈린이 대구경 함포 무장 전함을 선호했기 때문에 소련은 1940년대 후반 대형 순양함급을 계획했다. 소련 해군에서는 이들을 "중순양함"(tyazhelny kreyser)이라고 불렀다. 이 프로그램의 결과물은 프로젝트 82 (스탈린그라드) 순양함으로, 표준 배수량 36,500 tonne (35,900 롱톤), 9문의 305 mm (12 in) 포, 그리고 35 노트 (65 km/h; 40 mph)의 속도를 가졌다. 1951년에서 1952년 사이에 세 척이 건조에 착수되었지만, 스탈린 사망 후 1953년 4월에 취소되었다. 첫 함선인 스탈린그라드의 중앙 장갑 선체 부분만이 1954년에 진수되어 표적으로 사용되었다.
소련의 키로프급은 때때로 순양전함으로 불린다. 이러한 설명은 24,000-tonne (24,000-롱톤)이 넘는 배수량에서 비롯되는데, 이는 제1차 세계 대전 전함과 거의 같고 동시대 순양함 배수량의 두 배가 넘는다. 취역 당시 키로프함은 제2차 세계 대전 이후 건조된 수상함 중 가장 큰 함선이었다. 키로프급은 순양전함을 일반 순양함과 구별하는 장갑이 부족하며, 러시아에서는 핵추진 중미사일 순양함(Тяжелый Атомный Ракетный Крейсер (ТАРКР))으로 분류되는데, 주된 수상 무장은 20문의 P-700 그라닛 대함 미사일로 구성된다. 이 함급의 네 척이 1980년대와 1990년대에 완성되었지만, 예산 제약으로 인해 러시아 해군에서는 표트르 벨리키만이 운용 중이며, 2010년에는 나머지 세 척을 복귀시키겠다는 계획이 발표되었다. 2021년 현재, 아드미랄 나히모프함은 재정비 중이지만, 나머지 두 척은 경제적으로 수리 불가능한 상태라고 보고되었다.

## 운용국
- 러시아 해군는 키로프급 1척을 운용 중이며 1척은 재정비 중이다.

### 이전 운용국
- 독일 제국 해군의 살아남은 순양전함 5척은 모두 1919년 스캐파 플로에서 자침되었다.
- 오스트레일리아는 유일한 순양전함 HMAS 오스트레일리아를 1921년 퇴역 시켰다.
- 일본 제국 해군의 곤고급 순양전함(1930년대에 고속전함으로 업그레이드 및 재분류됨)은 모두 제2차 세계 대전에서 복무하다 1945년에 마지막으로 침몰했다.
- 영국 해군의 마지막 순양전함인 HMS 레나운은 제2차 세계 대전 이후인 1945년에 퇴역했다.
- 미국의 알래스카급 대형 순양함 2척은 모두 1947년에 퇴역했다.
- 튀르키예는 유일한 순양전함 TCG 야부즈를 1950년에 퇴역 시켰다.

## 같이 보기
- 고속전함